# 감옥 (2012년 영화)
감옥은 한국에서 제작된 서정 감독의 2012년 영화이다. 이슬하 등이 주연으로 출연하였고 서정 등이 제작에 참여하였다.

## 출연

### 주연
- 이슬하
- 김보라

### 조연
- 강경탁
- 김인경

## 제작진
- 프로듀서: 서정
- 조명: 한승완
- 연출부: 양찬영
- 음향: 이진희
- 미술: 김양진
- 스토리보드: 김동혁